# Mark Baker (lingüista)

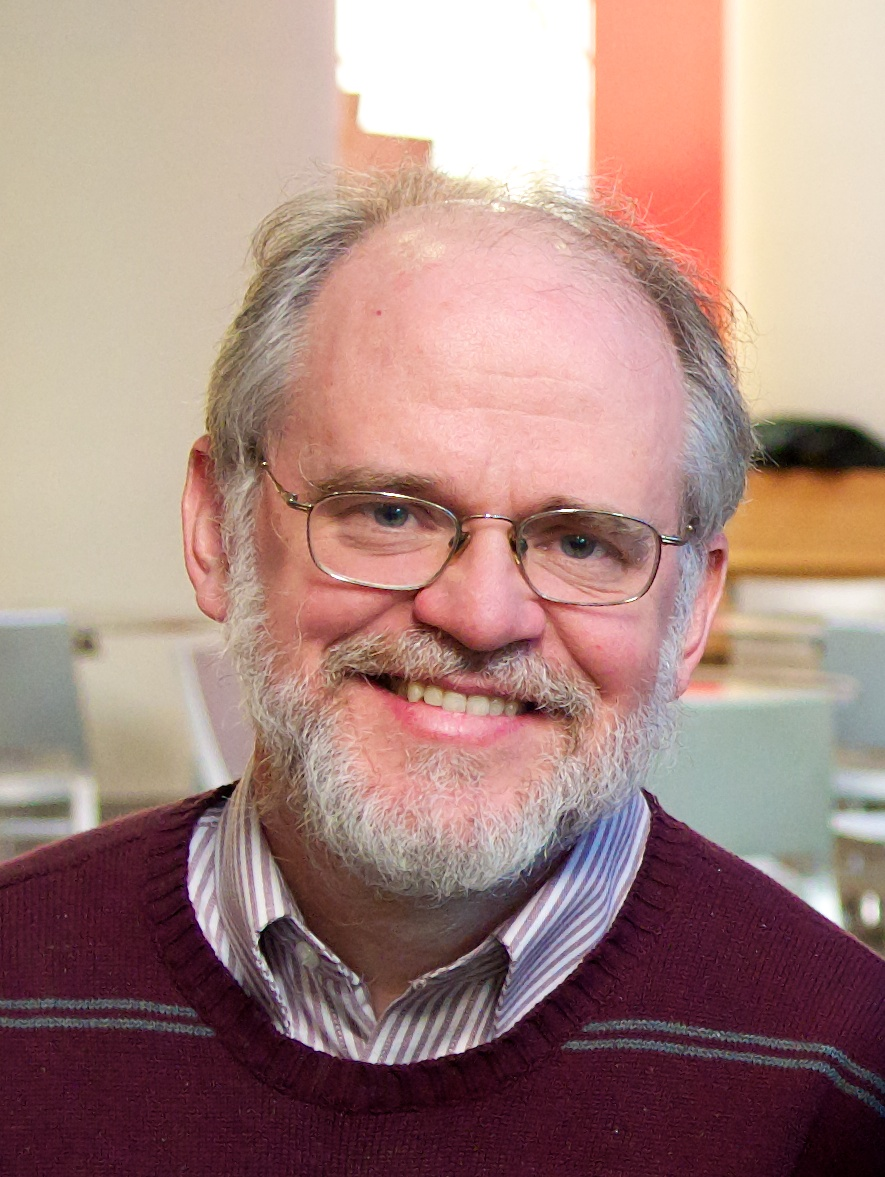

Mark Cleland Baker es un lingüista estadounidense.

## Biografía
Baker recibió su PhD en el MIT en 1985. Desde 1998 diserta en la Universidad Rutgers. Fue miembro de la facultad en la Universidad McGill entre 1986 y 1998. Participante frecuente del Instituto de Verano de la Linguistic Society of America.
Ha investigado la lengua mohawk durante años; también ha asesorado en temas de revitalización lingüística de este idioma. Trabajando dentro del campo de la gramática generativa ha escrito varios libros importantes acerca del análisis formal de las lenguas polisintéticas.

## Obras
- (1988) Incorporation: A theory of grammatical function changing
- (1996) The Polysynthesis Parameter
- (2002) Lexical Categories: Verbs, Nouns and Adjectives
- (2003) The Atoms of Language